# Telefonkiosk

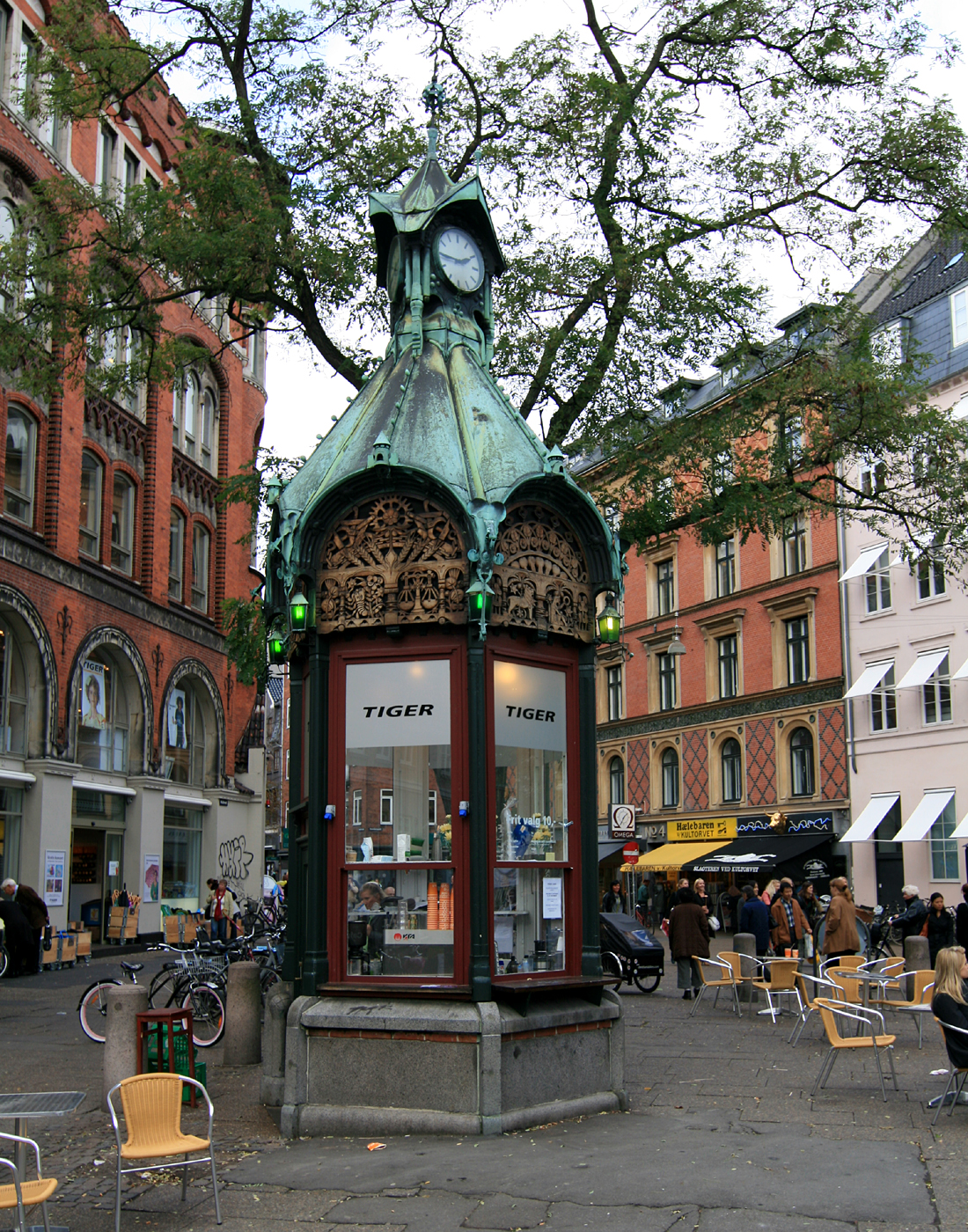
Telefonkiosk (Kulturdenkmal) Kopenhagen Architekt Fritz Koch (1896). Heute Kaffeekiosk.

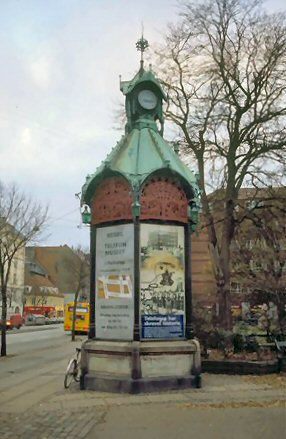
Rückseite mit Werbung Kopenhagen

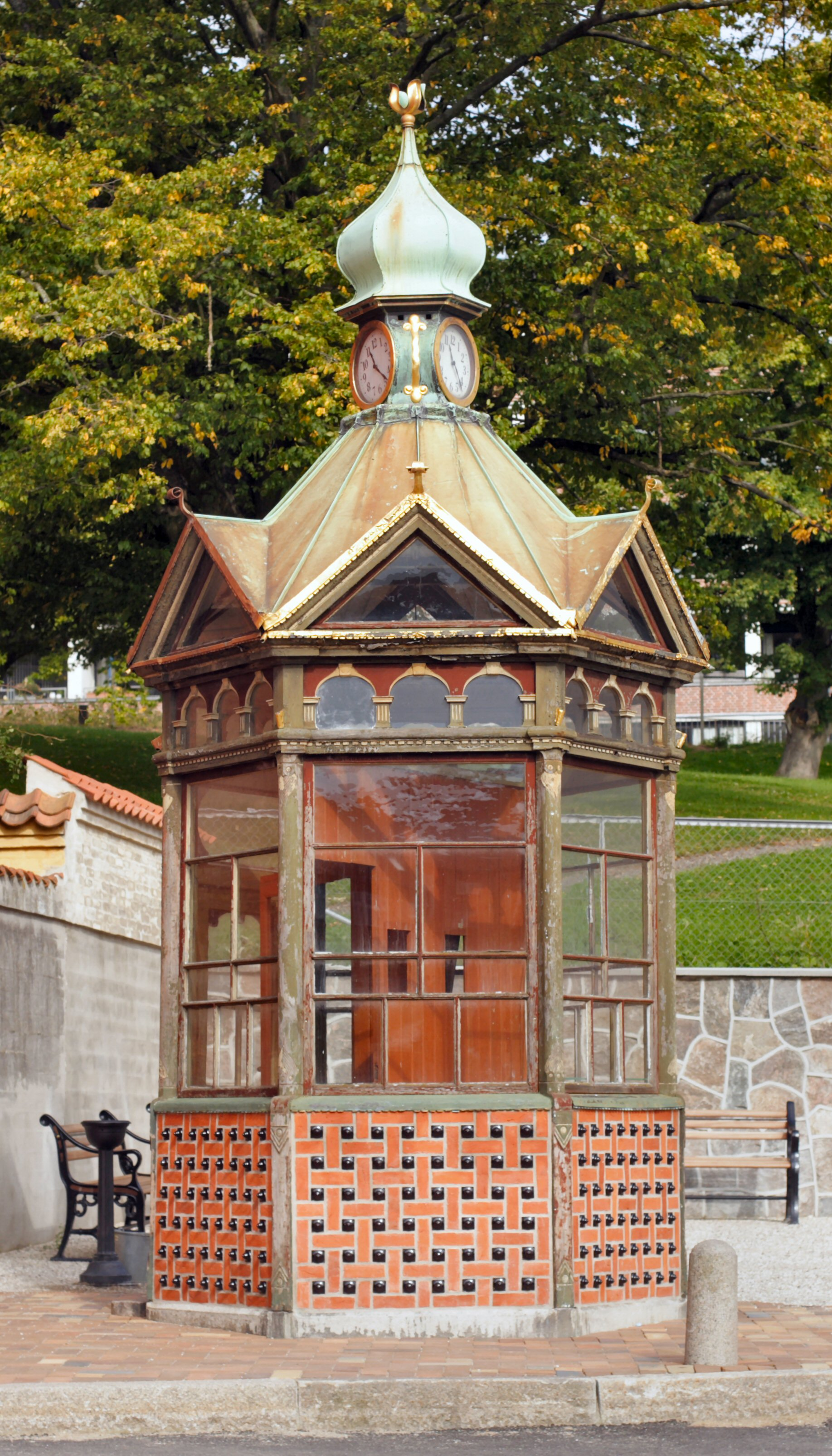
Telefonkiosk Aarhus um 1900, Entwurf Thorkel Møller. Heute Den Gamle By Museum

Als Telefonkiosk wird der Typus eines kleinen Bauwerks in Dänemark bezeichnet, das als ein Vorläufer der Telefonzelle gilt.

## Geschichte
Am 3. September 1895 wurde mit Beschluss der Stadtverwaltung von Kopenhagen (Københavns Kommune) die Kjøbenhavns Telefonkiosker S/A gegründet. Sie erhielt die Konzession für den Bau und Betrieb von Telefonkiosken im Stadtgebiet zunächst für 15 Jahre. Zu diesem Zeitpunkt gab es nur 4.000 private Telefonanschlüsse in der Hauptstadt.
Der Architekt Fritz Koch wurde ausgewählt, um den Telefonkiosk zu entwerfen. Die ersten Telefonkioske in Dänemark wurden an belebten Straßen und Plätzen von Kopenhagen errichtet. Im Jahr 1896 gingen die ersten sieben Telefonkioske in Betrieb.
Die kleinen, massiv gebauten Häuschen waren hexagonal, rund neun Meter hoch und hatten ein Kupferdach sowie eine oben aufgesetzte Uhr in Laternenform mit Zifferblättern. Die Seiten und Rückseiten wurde als Reklameflächen vermietet. Eine Seite war für den Kundenzugang offen.
Ab 1929 wurde die Koch-Version durch neue, etwas größere, Telefonkioske erweitert, die der Stadtarchitekt Jensen entworfen hatte.

## Funktion
Ein Telefonkiosk wurde im Gegensatz zu späteren Telefonzellen von einer – meist weiblichen – Person verwaltet. Wenn ein Telefonkunde kam, wurde die Tür geschlossen und nach Gesprächsende kassierte die Kiosk-Dame die Gebühr.
Die Telefonkioske waren im Sommer von 7 bis 23 Uhr und im Winter von 8 bis 22 Uhr geöffnet, hatten eine jeweils eigene Rufnummer und konnten von anderen Telefonanschlüssen angerufen werden. Die Kiosk-Dame nahm auch Gespräche an, notierte die Nachricht und händigte die Notiz später dem Adressaten aus oder übermittelte Nachrichten im Auftrag der Personen. Dazu standen der Kiosk-Dame auch Fahrradkuriere zur Seite, die die Nachrichten überbrachten oder abholten. Diese Methode zum Senden oder Empfangen von Nachrichten war etwas schneller als das Versenden eines Briefes, aber auch teurer. 1932 gab es 30 solcher Telefonkioske in Kopenhagen. Telefonkioske wurden danach auch in anderen Städten in Dänemark betrieben, zum Beispiel in Aarhus.
Mit dem Aufkommen der modernen Telefonzellen wurden die durch Personal betriebenen Telefonkioske in den 1950er Jahren aufgegeben. Einige der Kioske stehen heute noch und sind als Baudenkmal geschützt.